# República Checa en los Juegos Paralímpicos de Atlanta 1996
La República Checa estuvo representada en los Juegos Paralímpicos de Atlanta 1996 por un total de 43 deportistas, 36 hombres y siete mujeres.

## Medallistas
El equipo paralímpico checo obtuvo las siguientes medallas:
| Nombre                       | Deporte          | Evento                   |
| ---------------------------- | ---------------- | ------------------------ |
| Oro                          |                  |                          |
| Štefan Danko                 | Atletismo        | Jabalina F55 masculino   |
| Kateřina Coufalová           | Natación         | 100 m braza SB9 femenino |
| Plata                        |                  |                          |
| Milan Kubala                 | Atletismo        | Disco F35 masculino      |
| Rostislav Pohlmann           | Atletismo        | Jabalina F56 masculino   |
| Miroslav Janeček             | Atletismo        | Peso F34/37 masculino    |
| Lubomír Šimovec              | Ciclismo en ruta | Ruta 55/65k LC2 mixto    |
| Michal Stefanu               | Tenis de mesa    | Individual 4 masculino   |
| Jolana Davídková             | Tenis de mesa    | Individual 10 femenino   |
| Jolana Davídková Eva Peštová | Tenis de mesa    | Equipo 6-10 femenino     |
| Bronce                       |                  |                          |
| Roman Kolek                  | Atletismo        | Peso F34/37 masculino    |